# 南斯拉夫新共产党
南斯拉夫新共产党（羅馬化：Nova Komunistička Partija Jugoslavije，缩写为NKPJ) 是塞尔维亚的一个共产主义政党。该党成立于1990年。2006年黑山独立后，该党的黑山分支改名为“黑山新共产党”。2010年，该党失去注册政党资格；同年，该党以“南斯拉夫新共产主义运动”的名义向官方注册为一个协会。该党的意识形态是共产主义、马克思列宁主义、反修正主义、南斯拉夫主义，并对铁托主义持批判态度。该党的政治立场是极左翼。该党的总部位于贝尔格莱德。该党曾派代表出席共产党和工人党国际会议。在2023年塞尔维亚议会选举中，该党与右翼政党俄罗斯党结盟。